# 王仁祥
王仁祥（1966年6月—），男，汉族，湖南嘉禾人，中华人民共和国政治人物。现任湖南省教育厅副厅长，九三学社湖南省委副主委。第十四届全国政协委员。